# Micești (gmina)
Micești – gmina w Rumunii, w okręgu Ardżesz. Obejmuje miejscowości Brânzari, Micești, Păuleasca i Purcăreni. W 2011 roku liczyła 4388 mieszkańców.